# یوری سمین
یوری سمین (روسی: Юрий Павлович Сёмин؛ زادهٔ ۱۱ مهٔ ۱۹۴۷) بازیکن سابق و مربی فوتبال اهل روسیه است.
از باشگاه‌هایی که در آن بازی کرده‌است می‌توان به باشگاه فوتبال لوکوموتیو مسکو، باشگاه فوتبال دینامو مسکو، باشگاه فوتبال کایرات، باشگاه فوتبال اسپارتاک مسکو و باشگاه فوتبال کوبان کراسنودار اشاره کرد.